# Saleh Bakri
Saleh Bakri, arab. صالح بكري (ur. 1 marca 1977 w Jafie) – palestyński aktor filmowy i teatralny. W swojej dotychczasowej karierze wystąpił w ponad 30 filmach, kręconych często poza Palestyną. Współpracował z takimi reżyserami, jak np. Eran Kolirin, Annemarie Jacir, Elia Suleiman, Radu Mihăileanu czy Mohamed Diab.
Najbardziej znany z ról w takich produkcjach, jak m.in. Przyjeżdża orkiestra (2007), Sól tej ziemi (2008), Czas, który pozostał (2009), Kobiece źródło (2011), Salvo. Ocalony (2013) czy Wajib (2017). Międzynarodowe uznanie zyskała jego kreacja w marokańskim dramacie obyczajowym Turkusowa suknia (2022) w reżyserii Maryam Touzani.
Zasiadał w jury konkursu głównego na 80. MFF w Wenecji (2023).